# لیندنکرویتس
لیندنکرویتس (به آلمانی: Lindenkreuz) یک شهر در آلمان است که در گرایتس واقع شده‌است. لیندنکرویتس ۴۹۴ نفر جمعیت دارد.